# Claude Pompidou
Pour les articles homonymes, voir Cahour et Pompidou.
Claude Pompidou, née Claude Cahour le 13 novembre 1912 à Château-Gontier (Mayenne) et morte le 3 juillet 2007 à Paris (4e arrondissement), est l'épouse de Georges Pompidou, dix-neuvième président de la République française de 1969 à son décès, en 1974.
Grande amatrice d'art contemporain, elle fait entrer notamment le design et des collections modernes au palais de l'Élysée durant le mandat présidentiel de son mari, tout en créant une fondation au profit des personnes âgées et handicapées.

## Biographie

### Enfance, études et mariage

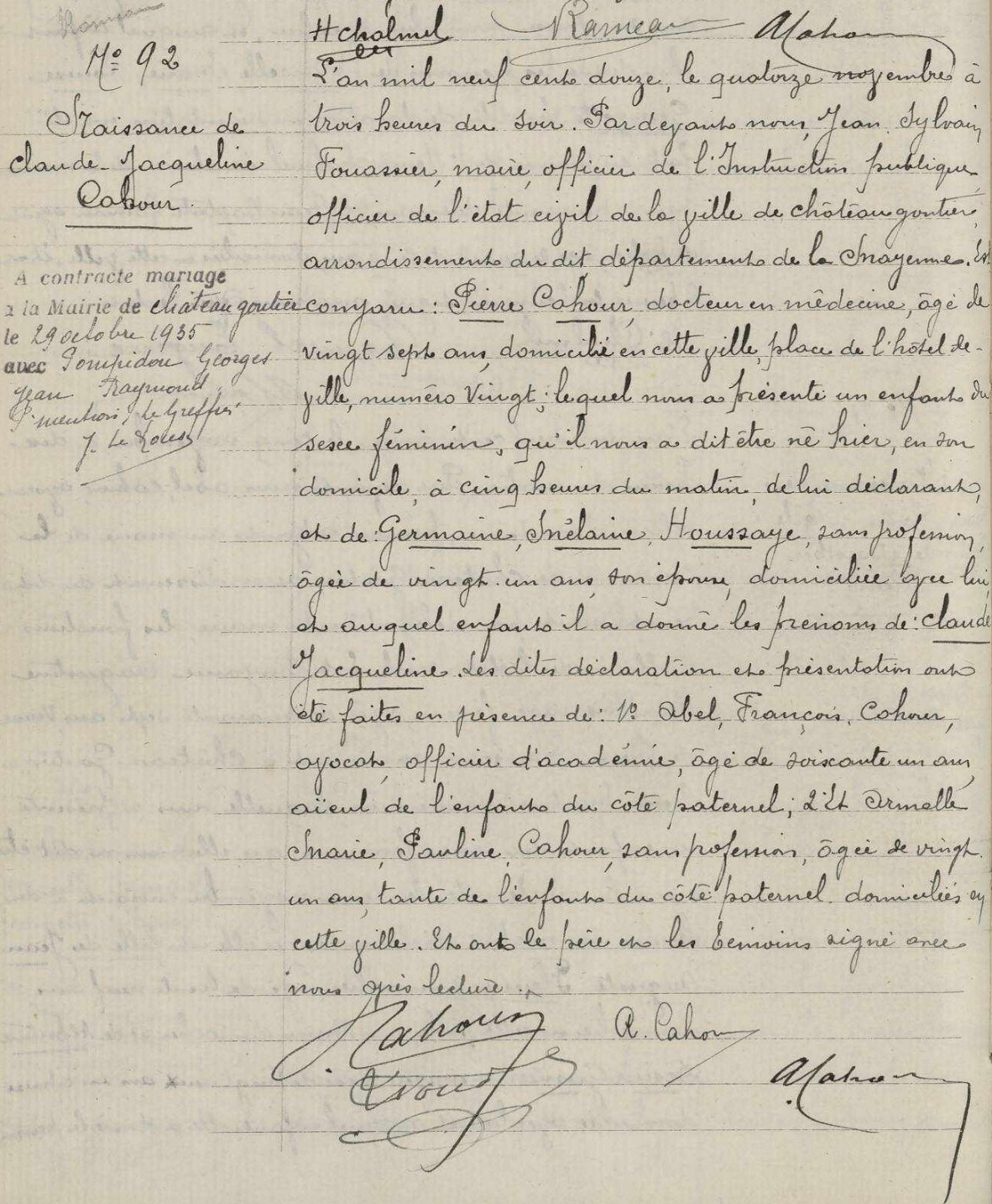
Acte de naissance.

Claude Cahour est la petite-fille d'Abel Cahour, avocat et maire de Château-Gontier par interim de 1914 à 1919.
Son père, Pierre Cahour (1885-1962), est médecin-chef de l'hôpital et hospice Saint-Joseph de Château-Gontier de 1938 à 1950. Elle n'a que sept ans lorsque sa mère, Germaine Mélanie Houssaye, d'origine normande, sœur d'Alfred Houssaye, directeur de la Compagnie générale transatlantique, meurt le 24 mars 1919, victime de l'épidémie de grippe espagnole de 1918.
Claude Cahour a une sœur, Jacqueline (Jackie).
Elle est scolarisée à l'Institut Jeanne-d'Arc, puis au collège universitaire de Château-Gontier de 1928 à 1931 et pratique le piano et l'équitation.
Elle commence des études de droit à la faculté de Paris. C'est à cette époque que, dans un cinéma du Quartier latin, elle rencontre son futur époux, Georges Pompidou, qui termine son service militaire. Ils se fiancent à Clermont-Ferrand et se marient le 29 octobre 1935 dans la chapelle de l'hospice Saint-Joseph à Château-Gontier.
Le couple reste trois ans à Marseille, où Georges Pompidou est nommé professeur. Ils y passent en parallèle leur lune de miel ; c'est une des périodes les plus heureuses de la vie de Claude Pompidou qui se plaît particulièrement dans le sud de la France.
Sans enfant, ils adopteront un garçon, Alain, né en 1942.

### Épouse du Premier ministre
En 1962, alors que son époux Georges vient d'être nommé Premier ministre, elle refuse d'emménager à l'hôtel Matignon, la résidence officielle, trop triste de quitter la vie libre qu'elle menait avec son mari dans leur appartement de cinq pièces, au 24 quai de Béthune, sur l'île Saint-Louis.
Le couple passe souvent ses vacances dans leur domaine de Cajarc, près de Cahors (Lot). Ils y pratiquent notamment l'équitation, sur les deux chevaux que leur a offerts le roi du Maroc Hassan II.
À propos de mai 1968, Claude Pompidou déclare : « Moi, j'ai trouvé cela très dur. Pour mon mari d'abord, je voyais que c'était très fatigant. Cela a duré au moins un mois. D'abord, nous n'étions pas en France, nous étions en voyage officiel en Iran et en Afghanistan, donc il a fallu revenir rapidement pour trouver une situation difficile. Ce que je trouvais très dur, c'est que cela traîne si longtemps ».

### L'affaire Marković
Quelques mois avant la campagne pour le référendum du 27 avril 1969, un scandale éclabousse Claude Pompidou, alors que son mari est potentiellement candidat à la succession du général de Gaulle, à l'expiration du mandat de celui-ci, fin 1972.
L'affaire commence comme un fait divers : le 1er octobre 1968, Stefan (ou Stevan) Marković (1937-1968), ancien homme à tout faire de l'acteur Alain Delon, est retrouvé assassiné. Stefan Marković est alors connu des services de police pour diverses infractions.
Mais la rumeur veut que Marković ait fait chanter diverses personnalités à l'aide de photos prises lors de soirées libertines voire des montages photographiques d'excellente qualité. Certaines photos circulant sous le manteau mettent en scène Claude Pompidou.
En réalité, les rapports de Georges Pompidou et du général de Gaulle étant de plus en plus tendus, il se serait agi d'une manœuvre visant à déstabiliser Georges Pompidou, par ailleurs contraint de se placer « en réserve de la République » depuis son départ de l'hôtel Matignon, le 10 juillet 1968.
La campagne référendaire et, après l'échec du référendum et la démission  du général de Gaulle, la campagne présidentielle, font passer au second plan l'affaire Marković et les manœuvres auxquelles elle a donné lieu.

### Épouse du président de la République

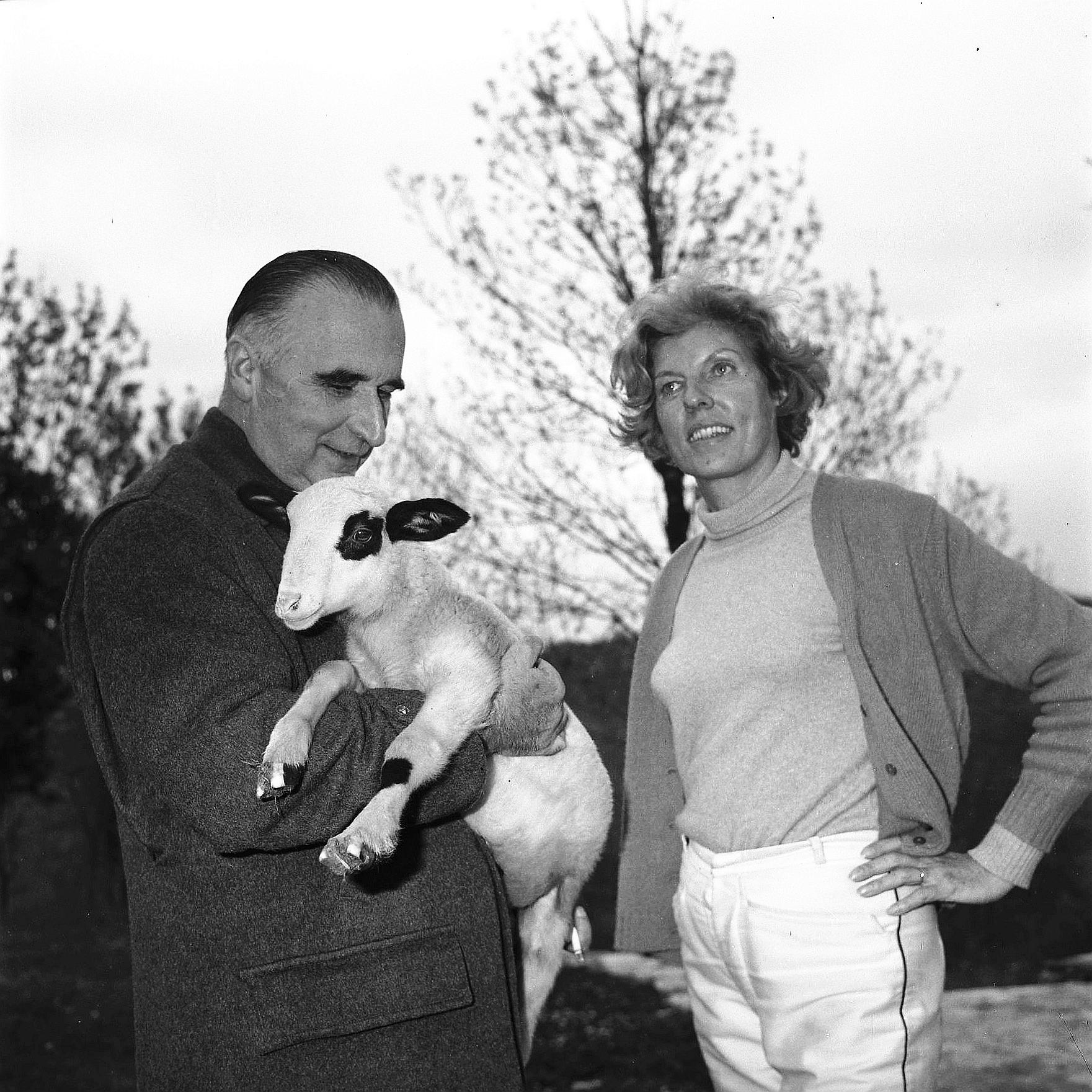
Georges et Claude Pompidou en 1965.

Georges Pompidou devient président de la République le 20 juin 1969. Lors de l'investiture de son époux, Claude Pompidou est habillée en tailleur Chanel, sobre et élégant à la fois. Claude Pompidou est une amie de Coco Chanel
Claude Pompidou introduit au palais de l'Élysée un style plus moderne, moins rigide, qui contraste avec l'attitude effacée d’Yvonne de Gaulle.
De l'art abstrait et des meubles design font ainsi leur entrée au palais. Elle inspire personnellement la re-décoration des lieux : « Je m'en suis entièrement occupée. Refaire les salons anciens est ce qui m'a donné le plus de mal. J'ai voulu refaire le décor, reconstituer les ensembles, retrouver les meubles dispersés, refaire les soieries d'origine à Lyon, réussir les éclairages. J'adore la décoration. C'est une manie chez moi : il faut que je sois chez moi, j'ai vraiment besoin de vivre dans un décor créé par moi ». Elle installe en 1970 des nouvelles pièces dans un style très contemporain : au rez-de-chaussée naissent ainsi une antichambre dessinée par Yaacov Agam, une salle à manger et un fumoir conçus par Pierre Paulin.
Elle ne s'intéresse pas aux jardins, l'horticulture étant plutôt le domaine de son époux.
Elle re-décore également, dans un style plus simple, le fort de Brégançon ainsi que l'hôtel de Marigny, nouvelle propriété de la présidence.
Elle rompt avec le protocole et la tradition, durant les voyages officiels. Parée de vêtements griffés Dior, Cardin, Guy Laroche ou Yves Saint Laurent, elle est ambassadrice de la haute couture française, incitant son mari à s'habiller en costumes Cardin. Cependant, elle s'attire les foudres de certains médias : son goût pour le luxe l'amène à être comparée par la presse à Marie-Antoinette, Le Canard enchaîné n'hésitant pas à la surnommer « Reine Claude » ou « Madame de Pompidour ». Il convient pourtant de noter que la majorité des tenues qu'elle porte sont prêtées par les maisons de couture et leur sont rendues ensuite. Lors du voyage officiel du couple présidentiel aux États-Unis, en mars 1970, elle emporte trente-deux tenues de grands couturiers et huit chapeaux ce qui vaut à la « Première dame de France » une double page dans le prestigieux Washington Post.
Lors de leur passage à l'hôtel Palmer House de Chicago, un groupe issu de la communauté juive américaine prend à partie les époux Pompidou, qui reçoivent des injures et des crachats pour la politique jugée pro-arabe que mène le chef de l'État français au Proche-Orient. Effrayée, la « Première dame » exige de rentrer en France. Le président des États-Unis Richard Nixon choisit tout de suite de quitter Washington et convie le couple français à un dîner informel dans un salon de l'hôtel Waldorf Astoria de New York.
Amie de Colette Senghor, deuxième épouse du chef d'État et homme littéraire du Sénégal, ainsi que de la princesse Grace de Monaco, Claude Pompidou confie que son mari appréciait beaucoup Willy Brandt, le roi Hussein de Jordanie, Edward Heath et Richard Nixon.
Détestant l'Élysée, dont elle a pourtant pensé la nouvelle décoration d'intérieur, elle confie également qu'elle aurait aimé profiter des derniers mois de la vie de son mari, atteint de la maladie de Waldenström. Elle déclare déjà, en 1970, lorsque l'on lui demande ce qui lui manque le plus depuis qu'elle est « Première dame » : « Être libre, pouvoir me promener dans les rues lorsque j'en ai envie. Faire des courses comme autrefois, entrer au hasard dans un cinéma ». Considérant le palais comme « la maison du malheur », elle n'y remettra plus jamais les pieds après le décès de son époux, le 2 avril 1974. Elle déclare plus tard : « Ma vie a été un tel naufrage après la mort de mon mari. Toute ma vie était totalement liée à lui ». On lui remet une clef du cimetière d'Orvilliers, dans lequel ce dernier est enterré.

### Amatrice d'art contemporain
Intéressée très jeune par l'art contemporain, Claude Pompidou aime collectionner avec son mari les œuvres des artistes de son époque. Elle est particulièrement passionnée par Yves Klein. Elle déclare, dans une interview publiée par le Centre d'art de Cajarc (Lot) : « Lorsque j'ai rencontré Georges Pompidou, il se passionnait déjà pour l'art contemporain. Ainsi, alors qu'il préparait encore l'École normale supérieure, acheta-t-il, à 18 ans La Femme 100 têtes de Max Ernst, qui venait d'être publié ».
Claude Pompidou était présidente d'honneur de ce Centre d'art contemporain. Le couple présidentiel possédait dans ce chef-lieu de canton une propriété non loin de celle de Françoise Sagan. Les Pompidou y vivaient simplement et y recevaient leurs amis : Françoise Sagan, Pierre Soulages, Christian Bourgois ou encore Bernard et Annabelle Buffet.
Une exposition, Autour d'une collection, a été organisée en 1994 dans ce centre d'art. Y figuraient notamment des œuvres de Agam, Atlan, Alechinsky, Arman, Valerio Adami, Roger Bissière, Albert Bitran, César, Gaston Chaissac, Olivier Debré, Sonia Delaunay, Jean Dubuffet, Max Ernst, Alberto Giacometti, Vassily Kandinsky, Paul Klee, František Kupka, Jean Hélion, Fernand Léger, Masson, Georges Mathieu, Hans Hartung, Henri Michaux, Pablo Picasso, Pierre Soulages, Jean Tinguely, Günther Uecker, Martial Raysse, Ossip Zadkine et Zao Wou-Ki.

### Œuvres de bienfaisance
Claude Pompidou crée et préside pendant plus de trente ans une fondation reconnue d'utilité publique qui porte son nom : la fondation Claude-Pompidou, qui vise à venir en aide aux personnes âgées, aux malades hospitalisés ainsi qu'aux enfants handicapés.
À sa mort, Bernadette Chirac lui succède à la présidence de la fondation.
En partenariat avec le CHU de Nice, la fondation Claude-Pompidou ouvre en 2014 l'Institut Claude-Pompidou. Consacré à la maladie d'Alzheimer, il permet d'offrir sur un même site, en plein cœur de la ville, l'information du public, le dépistage de la maladie, le développement de la recherche clinique et fondamentale ainsi que le soin et la prise en charge des malades grâce à 72 lits d'hébergement et 19 places d'accueil de jour. Il est inauguré le 10 mars 2014 en présence de Bernadette Chirac, présidente de la fondation Claude-Pompidou et de Nicolas Sarkozy, ancien président de la République.

### Obsèques

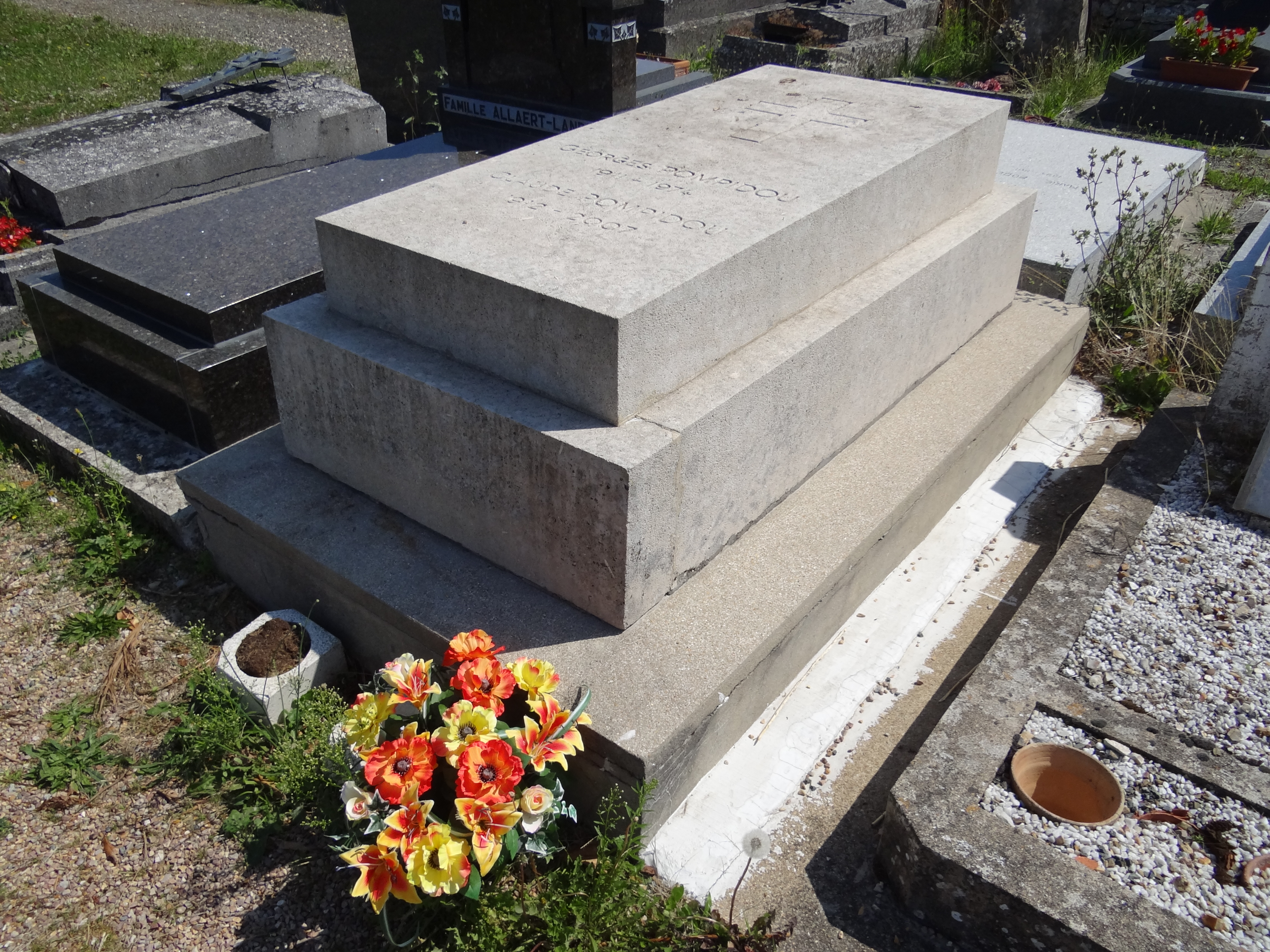
La tombe de Georges et Claude Pompidou, à Orvilliers où le couple possédait une maison de campagne.

Claude Pompidou meurt à son domicile parisien à 24 quai de Béthune le 3 juillet 2007.
Ses obsèques sont célébrées le 6 en l’église Saint-Louis-en-l’Île à Paris, en présence de nombreuses personnalités dont le président de la République Nicolas Sarkozy, le Premier ministre François Fillon, le président de l’Assemblée nationale Bernard Accoyer, les ministres Michèle Alliot-Marie, Christine Albanel, Christian Estrosi et Christine Boutin, les journalistes Claire Chazal et Christine Ockrent. Sont également présents : l’ancien président de la République, Jacques Chirac et son épouse Bernadette Chirac, les anciens Premiers ministres Édouard Balladur et Pierre Messmer et les anciens ministres Jacques Toubon, Simone Veil, Jean-Jacques Aillagon et Françoise de Panafieu, l’ancien maire de Paris Jean Tiberi, ainsi que l’ancienne impératrice Farah d'Iran, la princesse Caroline de Monaco et son époux, le prince Ernest-Auguste de Hanovre et la femme d’affaires Liliane Bettencourt.
Elle a été inhumée aux côtés de son époux au cimetière d'Orvilliers, dans les Yvelines. Nicolas Sarkozy lui rend alors hommage en parlant d'une « très grande dame ».

## Ouvrage
- L'Élan du cœur : propos et souvenirs, Plon, 1997.

## Filmographie
L'actrice Evelyne Buyle a incarné à deux reprises Claude Pompidou en 2011 dans Mort d'un président et en 2013 dans La Rupture.
Delphine Rich l'interpréta pour sa part en 2009 dans Adieu de Gaulle, adieu.